# Élections législatives de 1906 dans la Haute-Garonne
Les élections législatives en Haute-Garonne, ont lieu les dimanches 6 mai 1906 et 20 mai 1906.
Elles ont pour but d'élire les 7 députés représentant le département à la Chambre des députés pour un mandat de quatre années.

## Mode de scrutin
L'élection se fait au scrutin d'arrondissement, soit un mode uninominal majoritaire à deux tours.
La circonscription pour l'élection est l'arrondissement.
Le scrutin est individuel, chaque arrondissement élisant un député.
Les arrondissements qui ont plus de cent mille habitants sont divisés. Dans ce cas on élit un député par circonscription électorale.
L'article 18 précise qu'il faut réunir pour être élu au premier tour :
1. La majorité absolue des suffrages exprimés ;
2. Un nombre de suffrages égal au quart des électeurs inscrits.

Au deuxième tour la majorité relative suffit. En cas d'égalité c'est le plus âgé qui est élu.

## Résultats par arrondissement
- Les résultats viennent de la vérification des pouvoirs effectuée par la Chambre des députés, consignés dans le Journal Officiel, Débats parlementaires[1].

### Arrondissement de Muret
- Elle regroupe tous les cantons de l'arrondissement, au centre du département.
- Jean Redonnet ne se présente pas au scrutin de ballottage.

| Candidats      | Candidats       | Étiquette      | Premier tour | Premier tour | Ballottage | Ballottage |
| Candidats      | Candidats       | Étiquette      | Voix         | %            | Voix       | %          |
| -------------- | --------------- | -------------- | ------------ | ------------ | ---------- | ---------- |
|                | Couzinet        | Progressiste   | 11 268       | 49,85        | 10 908     | 47,75      |
|                | Honoré Leygue * | Rad-soc        | 10 702       | 47,34        | 12 011     | 52,58      |
|                | Jean Redonnet   | SFIO           | 620          | 2,74         | 5          | 0,02       |
|                |                 |                |              |              |            |            |
| Inscrits       | Inscrits        | Inscrits       | 27 263       | 100,00       | 27 263     | 100,00     |
| Votants        | Votants         | Votants        | 23 013       | 84,41        | 23 271     | 85,36      |
| Blancs et nuls | Blancs et nuls  | Blancs et nuls | 407          | 1,77         | 427        | 1,84       |
| Exprimés       | Exprimés        | Exprimés       | 22 606       | 98,23        | 22 844     | 98,16      |

*sortant

### Arrondissement de Saint-Gaudens

#### 1recirconscription
- Elle regroupe les cantons non montagneux du nord de l'arrondissement, soit ceux de Saint-Gaudens, Boulogne-sur-Gesse, L'Isle-en-Dodon, Aurignac et de Saint-Martory, au sud-ouest du département.

|                | Jean Bepmale * | Rad-soc        | 6 451  | 50,07  |  |  |
|                | Daure          | Conservateur   | 6 353  | 49,31  |  |  |
|                | Bascau         |                | 77     | 0,60   |  |  |
|                | Cassagne       |                | 2      | 0,02   |  |  |
|                |                |                |        |        |  |  |
| Inscrits       | Inscrits       | Inscrits       | 16 297 | 100,00 |  |  |
| Votants        | Votants        | Votants        | 13 374 | 82,06  |  |  |
| Blancs et nuls | Blancs et nuls | Blancs et nuls | 491    | 3,67   |  |  |
| Exprimés       | Exprimés       | Exprimés       | 12 883 | 95,90  |  |  |

*sortant

#### 2ecirconscription
- Elle regroupe les cantons montagneux du sud de l'arrondissement, soit ceux de Montréjeau, Barbazan, Aspet, Salies-du-Salat et de Bagnères-de-Luchon, tout au sud du département.

|                | Joseph Ruau *  | Rad ind        | 9 454  | 62,53  |  |  |
|                | Joseph Capéran | Nationaliste   | 5 031  | 33,27  |  |  |
|                | Louis Soulé    | SFIO           | 600    | 3,97   |  |  |
|                |                |                |        |        |  |  |
| Inscrits       | Inscrits       | Inscrits       | 20 645 | 100,00 |  |  |
| Votants        | Votants        | Votants        | 15 294 | 74,08  |  |  |
| Blancs et nuls | Blancs et nuls | Blancs et nuls | 174    | 1,14   |  |  |
| Exprimés       | Exprimés       | Exprimés       | 15 120 | 98,86  |  |  |

*sortant

### Arrondissement de Toulouse

#### 1recirconscription
- Elle regroupe les portions de la ville de Toulouse faisant parties des cantons de Toulouse-Centre et de Toulouse-Sud, au cœur de l'arrondissement, au centre-est du département.

- Raymond Leygue (Rad-soc), député sortant, à été élu sénateur en janvier 1906.
- Bouglé ne se présente pas au scrution de ballottage.

| Candidats      | Candidats        | Étiquette      | Premier tour | Premier tour | Ballottage | Ballottage |
| Candidats      | Candidats        | Étiquette      | Voix         | %            | Voix       | %          |
| -------------- | ---------------- | -------------- | ------------ | ------------ | ---------- | ---------- |
|                | Albert Bedouce * | SFIO           | 6 609        | 37,90        | 9 175      | 56,97      |
|                | Deffès           | Progressiste   | 5 798        | 33,25        | 6 919      | 42,96      |
|                | Célestin Bouglé  | Rad-soc        | 5 029        | 28,84        | 11         | 0,07       |
|                | Sensebe          |                | 1            | 0,07         |            |            |
|                |                  |                |              |              |            |            |
| Inscrits       | Inscrits         | Inscrits       | 24 376       | 100,00       | 24 376     | 100,00     |
| Votants        | Votants          | Votants        | 17 581       | 72,12        | 16 372     | 67,16      |
| Blancs et nuls | Blancs et nuls   | Blancs et nuls | 145          | 0,83         | 267        | 1,63       |
| Exprimés       | Exprimés         | Exprimés       | 17 436       | 99,17        | 16 105     | 98,37      |

*sortant

#### 2ecirconscription
- Elle regroupe les portions des cantons de Toulouse-Centre et de Toulouse-Sud hors de la ville de Toulouse, ainsi que les cantons de Toulouse-Ouest et de Toulouse-Nord, au centre-nord du département, dans l'arrondissement de Toulouse.

| Candidats      | Candidats            | Étiquette      | Premier tour | Premier tour | Ballottage | Ballottage |
| Candidats      | Candidats            | Étiquette      | Voix         | %            | Voix       | %          |
| -------------- | -------------------- | -------------- | ------------ | ------------ | ---------- | ---------- |
|                | Joseph Couderc *     | Rad-soc        | 6 488        | 37,20        | 9 835      | 67,79      |
|                | Antoine Ellen-Prévot | SFIO           | 6 043        | 34,65        | 30         | 0,20       |
|                | Louis Ébelot         | Progressiste   | 4 912        | 28,17        | 30         | 0,20       |
|                | Whitcomb             | Rép G          | -            | -            | 4 034      | 27,80      |
|                | Ambialet             | Soc ind        | -            | -            | 580        | 4,00       |
|                |                      |                |              |              |            |            |
| Inscrits       | Inscrits             | Inscrits       | 25 359       | 100,00       | 25 359     | 100,00     |
| Votants        | Votants              | Votants        | 18 204       | 71,79        | 15 074     | 59,44      |
| Blancs et nuls | Blancs et nuls       | Blancs et nuls | 765          | 4,20         | 565        | 3,75       |
| Exprimés       | Exprimés             | Exprimés       | 17 439       | 95,80        | 14 509     | 96,25      |

*sortant

#### 3ecirconscription
- Elle regroupe la partie nord et plus rurale de l'arrondissement, soit les cantons de Castanet-Tolosan, Cadours, Léguevin, Grenade, Fronton, Villemur-sur-Tarn, Montastruc-la-Conseillère et de Verfeil, au nord du département.

| Candidats      | Candidats             | Étiquette      | Premier tour | Premier tour | Ballottage | Ballottage |
| Candidats      | Candidats             | Étiquette      | Voix         | %            | Voix       | %          |
| -------------- | --------------------- | -------------- | ------------ | ------------ | ---------- | ---------- |
|                | Jean Cruppi *         | Rad ind        | 7 804        | 48,52        | 8 756      | 53,52      |
|                | Marie-Jules Carcassès | Progressiste   | 7 558        | 46,99        | 7 373      | 45,07      |
|                | Charles Falandry      | SFIO           | 714          | 4,44         | 13         | 0,08       |
|                |                       |                |              |              |            |            |
| Inscrits       | Inscrits              | Inscrits       | 19 139       | 100,00       | 19 139     | 100,00     |
| Votants        | Votants               | Votants        | 16 328       | 85,31        | 16 359     | 85,48      |
| Blancs et nuls | Blancs et nuls        | Blancs et nuls | 245          | 1,50         | 0          | 0,00       |
| Exprimés       | Exprimés              | Exprimés       | 16 083       | 98,50        | 16 359     | 100,00     |

*sortant

### Arrondissement de Villefranche
- Elle regroupe tous les cantons de l'arrondissement, à l'est du département.

- Le député sortant, Edmond Caze (Progressiste), a été élu sénateur en janvier 1906.

|                | Henri Auriol   | Libéral        | 7 137  | 51,91  |  |  |
|                | Joseph Fouré   | Rad-soc        | 3 693  | 26,86  |  |  |
|                | Albert Calès   | Rad-soc        | 2 568  | 18,68  |  |  |
|                | Jean Ferrère   | SFIO           | 280    | 2,04   |  |  |
|                |                |                |        |        |  |  |
| Inscrits       | Inscrits       | Inscrits       | 15 897 | 100,00 |  |  |
| Votants        | Votants        | Votants        | 13 941 | 87,70  |  |  |
| Blancs et nuls | Blancs et nuls | Blancs et nuls | 191    | 1,37   |  |  |
| Exprimés       | Exprimés       | Exprimés       | 13 750 | 98,63  |  |  |

*sortant